# Horst Siebert (Ökonom)
Horst Siebert (* 20. März 1938 in Neuwied; † 2. Juni 2009 in der Schweiz) war ein deutscher Ökonom und Hochschullehrer.

## Leben
Nach einem Studium der Volkswirtschaftslehre an der Universität Köln und der Wesleyan University in Connecticut wurde er 1965 an der Universität Münster promoviert. Nach einem Aufenthalt an der Texas A&M University habilitierte er sich 1969 an der Rechts- und Staatswissenschaftlichen Fakultät der Universität Münster in Volkswirtschaftslehre. 

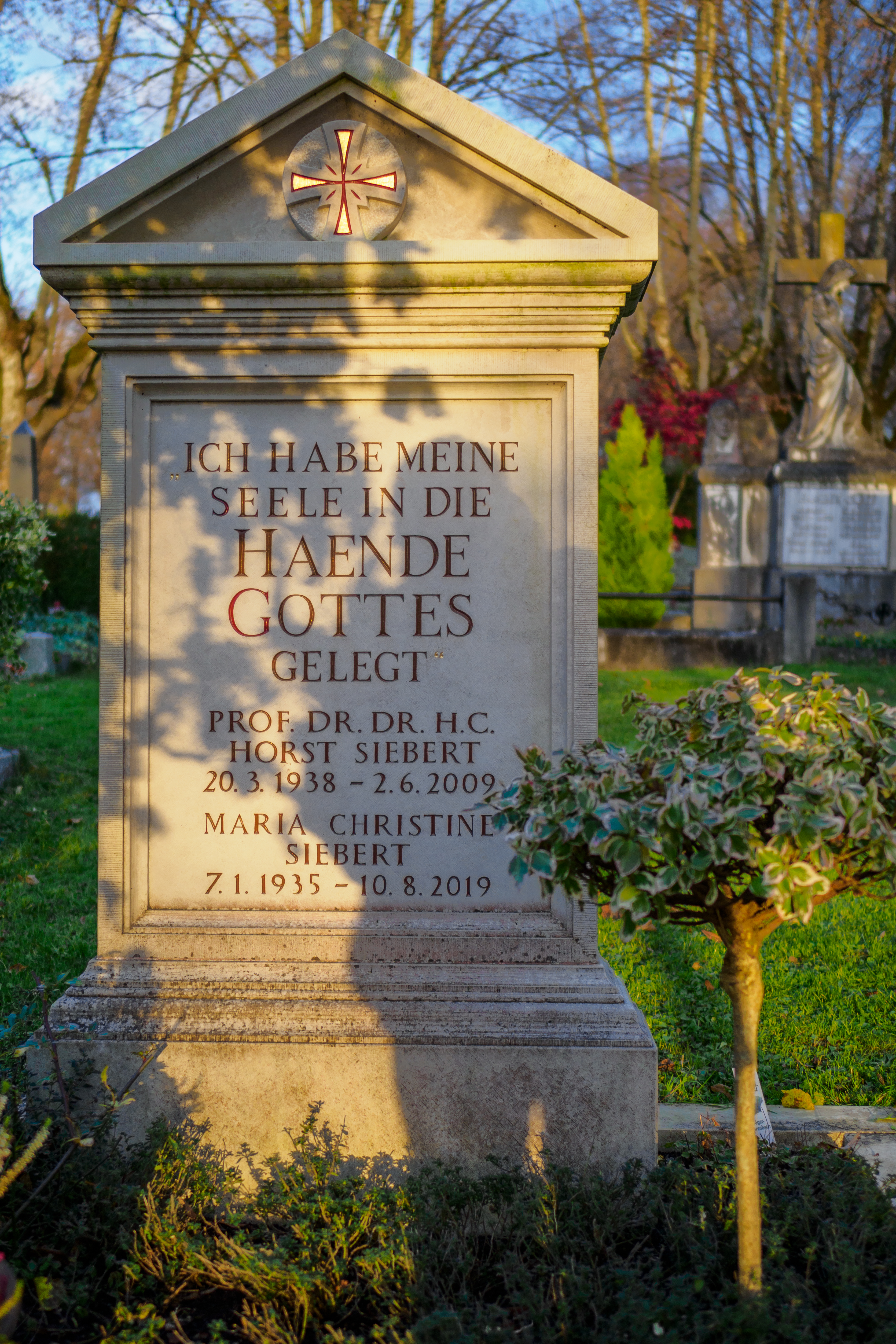
Grab auf dem Hauptfriedhof Konstanz

1969 erhielt er einen Ruf auf den Lehrstuhl für Volkswirtschaftslehre und Außenwirtschaft, Universität Mannheim. 1984 wechselte er auf den Lehrstuhl für Internationale Wirtschaftsbeziehungen an der Universität Konstanz. Von 1989 bis zu seiner Emeritierung 2003 war er Präsident des Instituts für Weltwirtschaft an der Universität Kiel und Inhaber des Lehrstuhls für Theoretische Volkswirtschaftslehre an der Christian-Albrechts-Universität Kiel. Er hatte unter anderem Gastprofessuren am Massachusetts Institute of Technology und Robert-Schumann-Centre des Europäischen Hochschulinstituts in Florenz inne. 1990/91 war er Inhaber des Lehrstuhls „Vereniging voor Economie“ der flämischen Universitäten Antwerpen, Brüssel, Gent und Leuwen an der Universität Gent. Nach seiner Emeritierung in Deutschland bis zu seinem Tode war er „Heinz Nixdorf Professor in European Integration and Economic Policy“ am Bologna Center der  Paul H. Nitze School of Advanced International Studies.
Daneben gehörte er verschiedenen wirtschaftspolitischen Gremien auf bundesdeutscher, europäischer und internationaler Ebene an. So war er zum Beispiel von 1990 bis 2003 als Mitglied im Sachverständigenrat zur Begutachtung der gesamtwirtschaftlichen Entwicklung einer der sogenannten fünf "Wirtschaftsweisen". 
Ab 1996 war Siebert an der Ausarbeitung des Global Competitiveness Report des Weltwirtschaftsforums beteiligt. Diese jährlich veröffentlichte Publikation enthält einen internationalen Vergleich der Wettbewerbsfähigkeit von Volkswirtschaften. Ab 1999 war er Mitglied des Aspen-Instituts Italien. Er erhielt mehrere Preise und Auszeichnungen, zuletzt den von der Friedrich-August-von-Hayek-Stiftung vergebenen Hayek-Preis.
Siebert starb 2009 nach kurzer schwerer Krankheit im Alter von 71 Jahren in einem schweizerischen Hospital.

## Mitarbeit in wirtschaftspolitischen Gremien
- 1980–1989: Wissenschaftlicher Beirat beim Bundesministerium für Ernährung, Landwirtschaft und Forsten
- ab 1985: Wissenschaftlicher Beirat beim Bundesministerium für Wirtschaft und Technologie
- 1990–2003: Sachverständigenrat zur Begutachtung der gesamtwirtschaftlichen Entwicklung
- 1999–2000: Quota Formula Review Group des Internationalen Währungsfonds
- 2001–2004: Group of Economic Analysis (GEA) bei der EU-Kommission unter Romano Prodi
- ab 2005: Group of Economic Policy Analysis (GEPA) bei der EU-Kommission unter José Manuel Barroso

## Ehrungen und Auszeichnungen
- 1999: Karl-Bräuer-Preis des Bundes der Steuerzahler
- 1999: Ludwig-Erhard-Preis
- 2000: Ehrendoktor der Universität Gent
- 2004: Bundesverdienstkreuz (1. Klasse)
- 2007: Hayek-Preis

## Schriften
- Das produzierte Chaos: Ökonomie und Umwelt. Kohlhammer, Stuttgart 1973, ISBN 3-17-001580-X.
- Instrumente der Umweltpolitik. Informationsvoraussetzungen, Erfolgsbedingungen, Wirkungsanalyse. Schwartz, Göttingen 1976, ISBN 3-509-00860-X.
- Ökonomische Theorie der Umwelt. Mohr Siebeck, Tübingen 1978, ISBN 3-16-341001-4.
- Ökonomische Theorie natürlicher Ressourcen. Mohr Siebeck, Tübingen 1983, ISBN 3-16-344548-9.
- Die vergeudete Umwelt: steht die Dritte Welt vor dem ökologischen Bankrott? Fischer, Frankfurt 1990, ISBN 3-596-24128-6.
- Das Wagnis der Einheit: eine wirtschaftspolitische Therapie. Deutsche Verlags-Anstalt, Stuttgart 1992, ISBN 3-421-06628-0.
- Geht den Deutschen die Arbeit aus? Wege zu mehr Beschäftigung. Bertelsmann, München 1994, ISBN 3-570-12146-1.
- Nationalökonomologie (7., hochgradig revidierte Aufl., als Orestes V. Trebeis[3]). Mohr Siebeck, Tübingen 1994. ISBN 3-16-146332-3.
- Weltwirtschaft. UTB, Stuttgart 1997, ISBN 3-8252-8148-5.
- Arbeitslos ohne Ende? Strategien für mehr Beschäftigung. Gabler, Wiesbaden 1998, ISBN 3-409-19319-7.
- Zum Paradigma des Standortwettbewerbs. Mohr Siebeck, Tübingen 2000, ISBN 3-16-147384-1.
- Der Kobra-Effekt: wie man Irrwege der Wirtschaftspolitik vermeidet. Deutsche Verlags-Anstalt, Stuttgart 2001, ISBN 3-421-05562-9.
- Jenseits des sozialen Marktes: eine notwendige Neuorientierung der deutschen Politik. Deutsche Verlags-Anstalt, München 2005, ISBN 3-421-05848-2.